# The Crazy Clock Maker
The Crazy Clock Maker é um curta-metragem de comédia mudo norte-americano, realizado em 1915, estrelado por Billy Bowers com o ator cômico Oliver Hardy em um papel de apoio.

## Elenco
- Billy Bowers
- Myra Brooks
- Ray Ford
- Clay Grant
- Oliver Hardy (como Babe Hardy)
- Betty Holton
- Beatrice Miller
- Mabel Paige
- C. W. Ritchie
- Walter Schimpf
- Bill Watson
- Hod Weston